# Náměstí Republiky (Praha)
Náměstí Republiky (dříve náměstí Františka Josefa I., Hybernské, Kapucínské či Josefské) je náměstí v městské části Praze 1 ležící na rozhraní Starého a Nového Města.

## Historie

### Středověk
Náměstí leží v místech někdejšího hradebního příkopu mezi Starým a Novým Městem, jeho plocha vznikla ve zhruba dnešní podobě v 60. letech 19. století, kdy byly zbourány pražské středověké hradby. Již na přelomu 12. a 13. století však byla zdejší plocha zastavěna, existoval zde románský kostel sv. Benedikta.
V blízkosti dnešního náměstí, v místech, kde se v současné době nachází Prašná brána a Obecní dům, stával v letech 1383–1484 Králův dvůr, sídlo českých králů a dvořanstvo. Dvůr nechal vybudovat Václav IV., po něm zde sídlili také králové Zikmund Lucemburský, Zikmundův zeť Albrecht II. Habsburský, dále Ladislav Pohrobek, Jiří z Poděbrad a nakonec Vladislav Jagellonský, který ze Starého Města přesídlil zpět na Pražský hrad. Do dnešní doby se ze starého Královského dvora zachoval jen název přilehlé ulice Královodvorská.
V místě funkcionalistického paláce Kotva v dnešním čp. 655/1 stával premonstrátský seminář s kostelem sv. Norberta - Norbertinum.

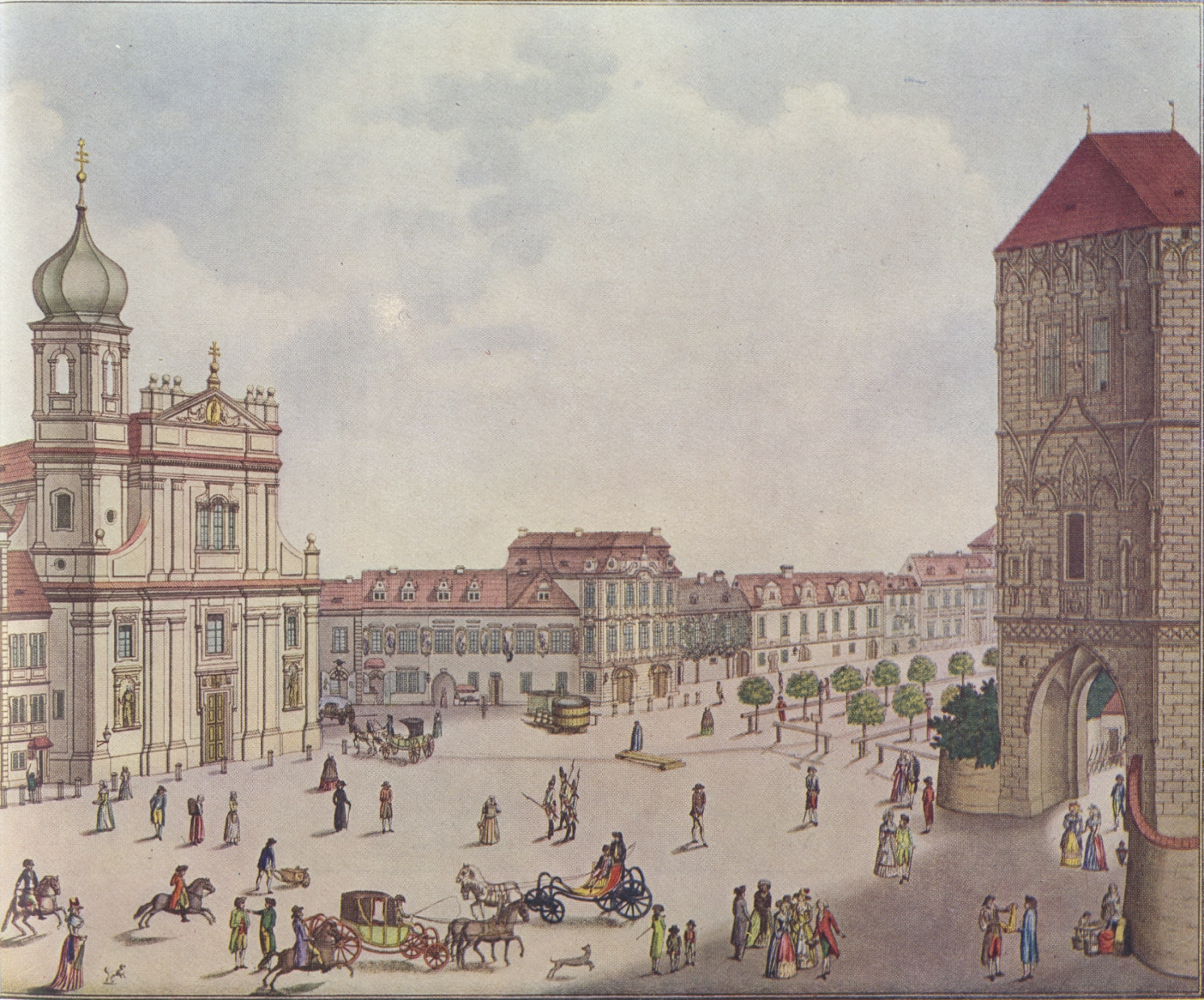
Křižovatka u Prašné brány roku 1792

### 19. a 20. století
Velký prostor v blízkosti středověkého jádra města podnítil výstavbu mnohých významných staveb na přelomu 19. a 20. století, mezi které patří například Obecní dům či kasárna Jiřího z Poděbrad.
Do roku 1916 neslo náměstí název Josefské podle kostela sv. Josefa stojícího na východní straně náměstí na rohu s ulicí Na Poříčí s kapucínským klášterem, podle kterého se náměstí jmenovalo Kapucínské. Poté bylo přejmenováno na náměstí Františka Josefa I., vzhledem k vyhlášení nezávislého Československa byl ale roku 1919 název změněn, a to na současný. Ten vydržel až do roku 1940, v té době totiž docházelo v protektorátní Praze k přejmenovávání mnohých míst, toto náměstí nevyjímaje. Do roku 1945 tak existovalo náměstí Hybernské.
Náměstí bylo dlouhá léta rušnou silniční a tramvajovou křižovatkou; v polovině 70. let zde byl otevřen tehdy největší obchodní dům v ČSSR Kotva. Roku 1984 byla v ulici Na příkopě, ústící na náměstí z jihu, zrušena tramvajová trať a zřízena pěší zóna. V téže době bylo celé náměstí uzavřeno z důvodu stavby stanice metra, doplněno podchodem a jeho velká část byla zpřístupněna rovněž pro pěší.

### Po roce 2000

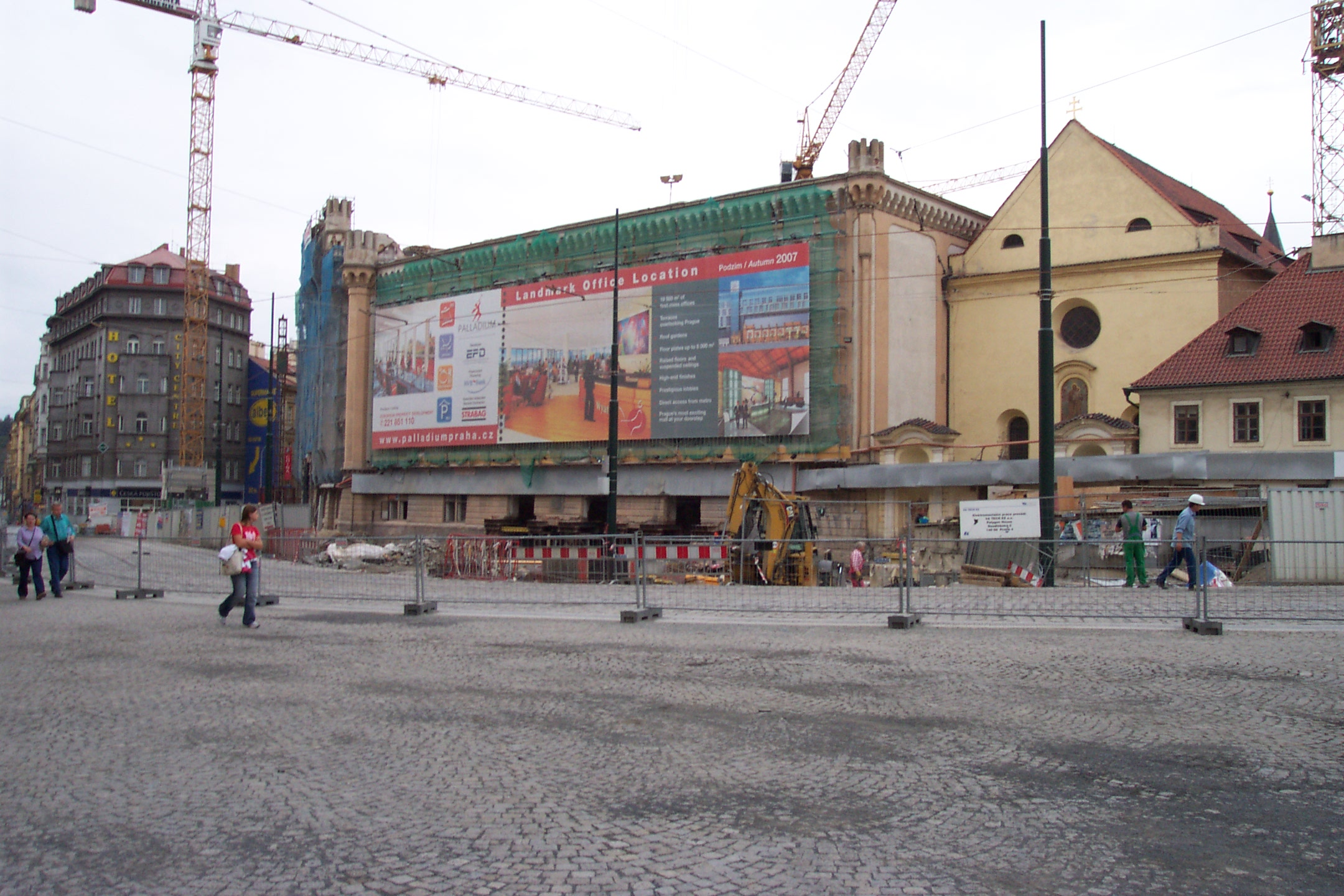
Rekonstrukce náměstí, září 2006

V letech 2003–2004 proběhl v prostorách zrušených kasáren Jiřího z Poděbrad rozsáhlý archeologický výzkum předcházející výstavbě obchodního centra Palladium (otevřeno na podzim 2007) a s ní souběžně probíhající rekonstrukci. Rozšířen byl podchod pod náměstím, který byl rovněž napojen na obchodní dům.
V rámci této rekonstrukce zde v létě 2006 vznikla pěší zóna po celé ploše náměstí a nové dláždění, které nahradilo původní z rozdílně velkých žulových bloků z roku 1985 (postavené v souvislosti s metrem). Tramvajová trať však zůstala zachována, není oddělena od prostoru pro pěší.
Původní ambiciózní plán na zapuštění velkých pískovcových bloků nicméně realizován nebyl.

## Významné objekty
Na náměstí, nebo v jeho velmi blízkém okolí, se nacházejí tyto významné stavby:
- Kotva a funkcionalistický palác Kotva
- Palladium
- Kostel svatého Josefa
- Obecní dům
- Dům U Hybernů
- Klášter irských františkánů
- Prašná brána
- Budova České národní banky

### Zaniklé stavby
- První benzínová pumpa v Československu stála od roku 1922 přímo před Josefskými kasárnami a patřila pravděpodobně společnosti Naftaspol.[1]

## Fotogalerie

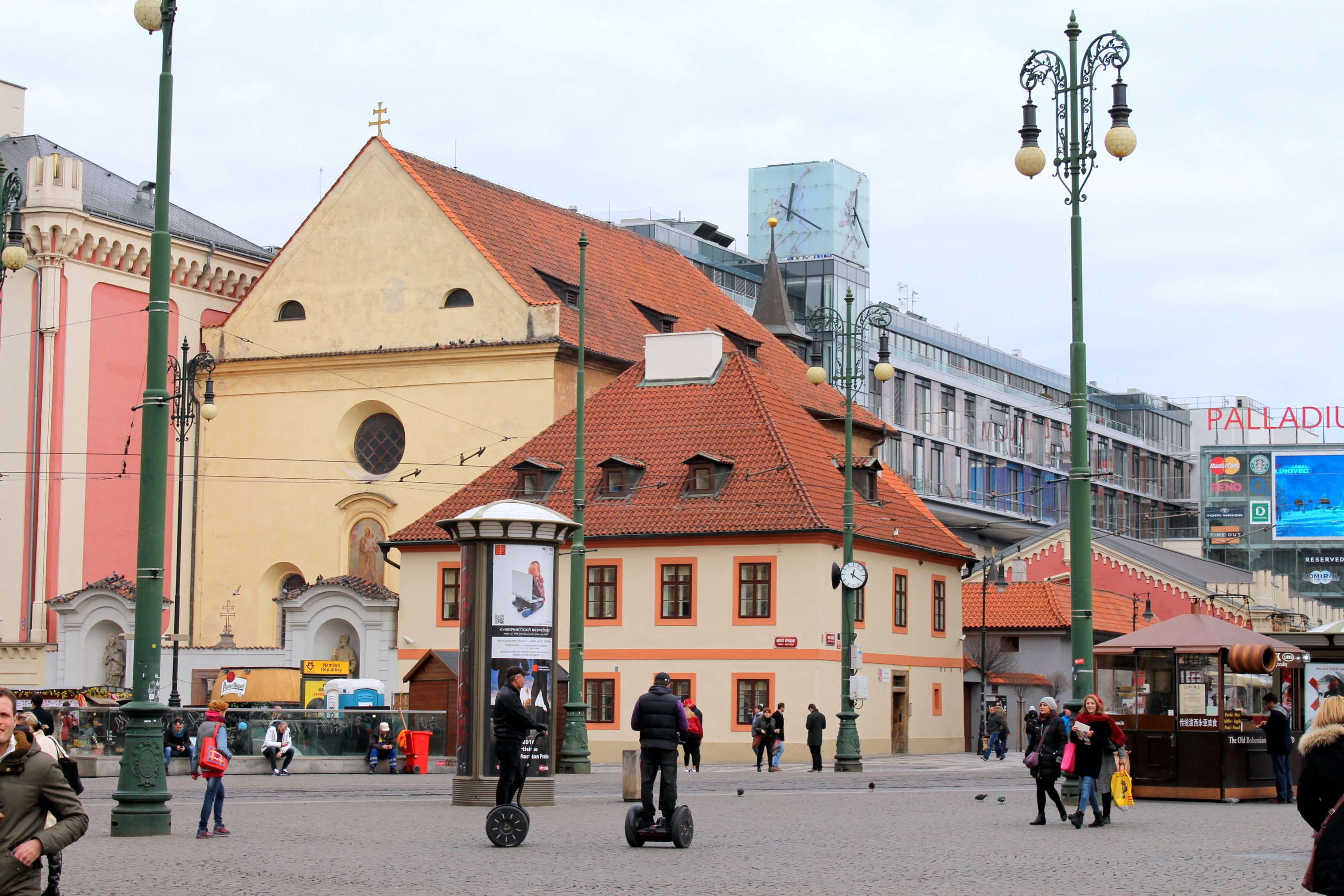
Kostel svatého Josefa a kapucínský klášter
Obecní dům
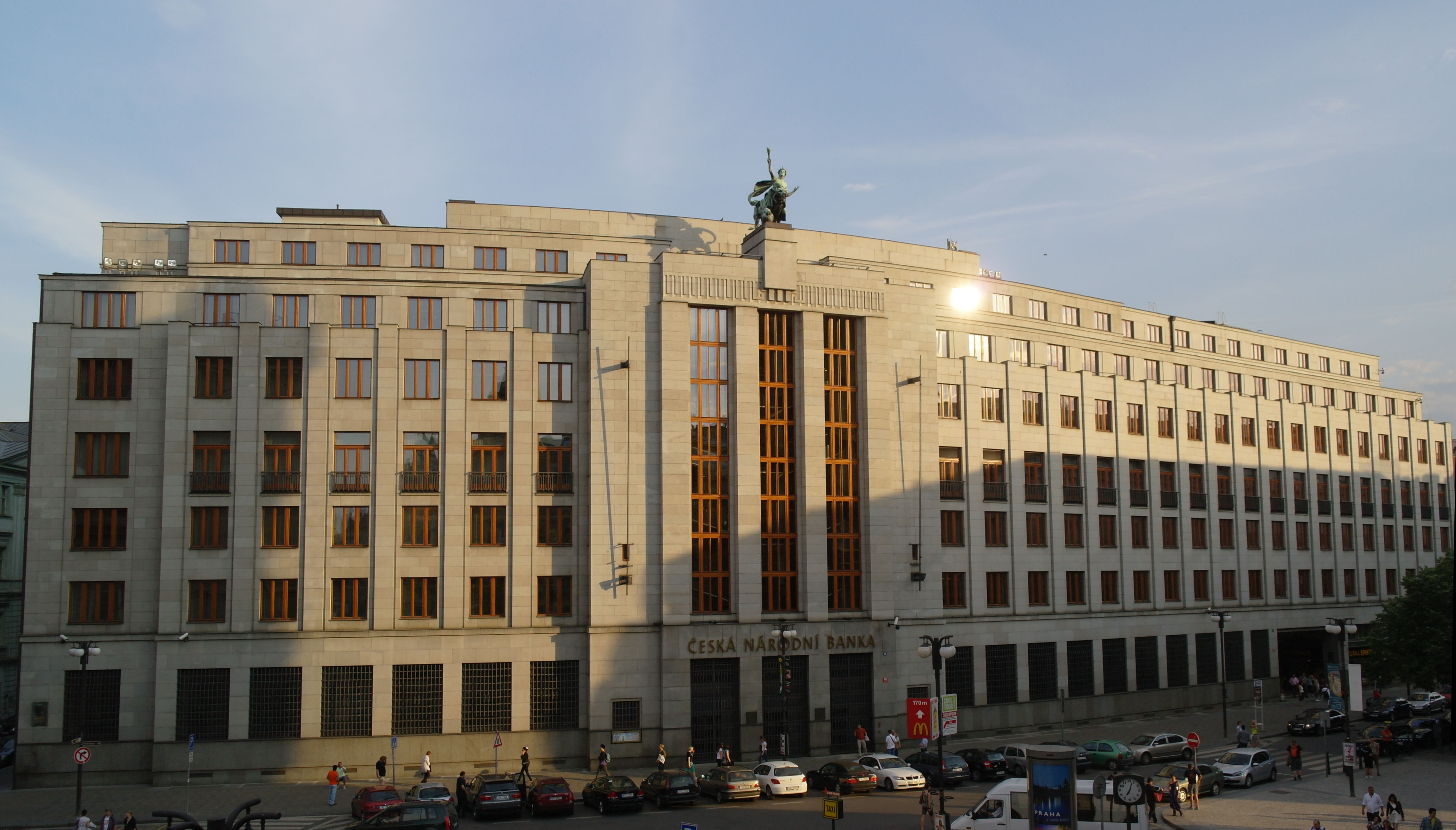
Budova České národní banky
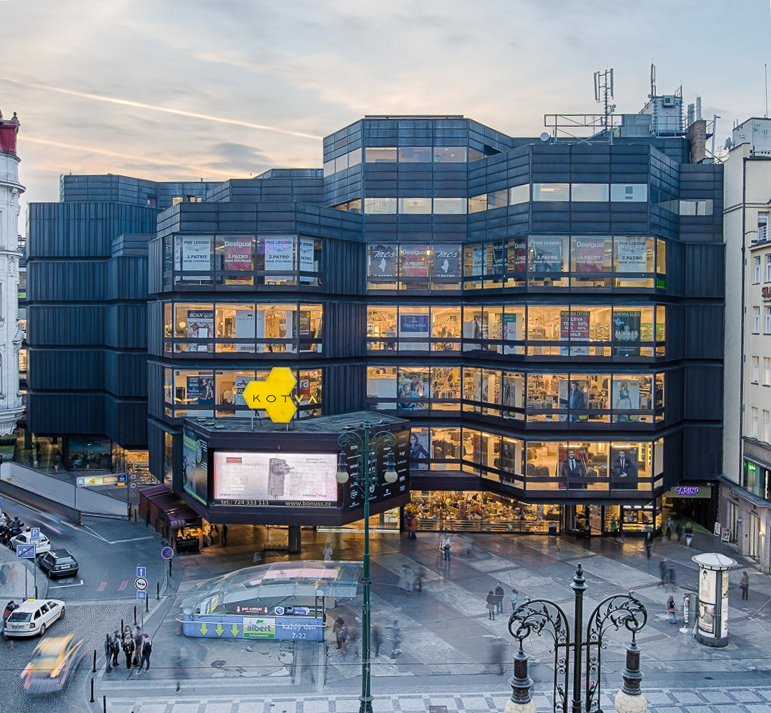
Obchodní dům Kotva
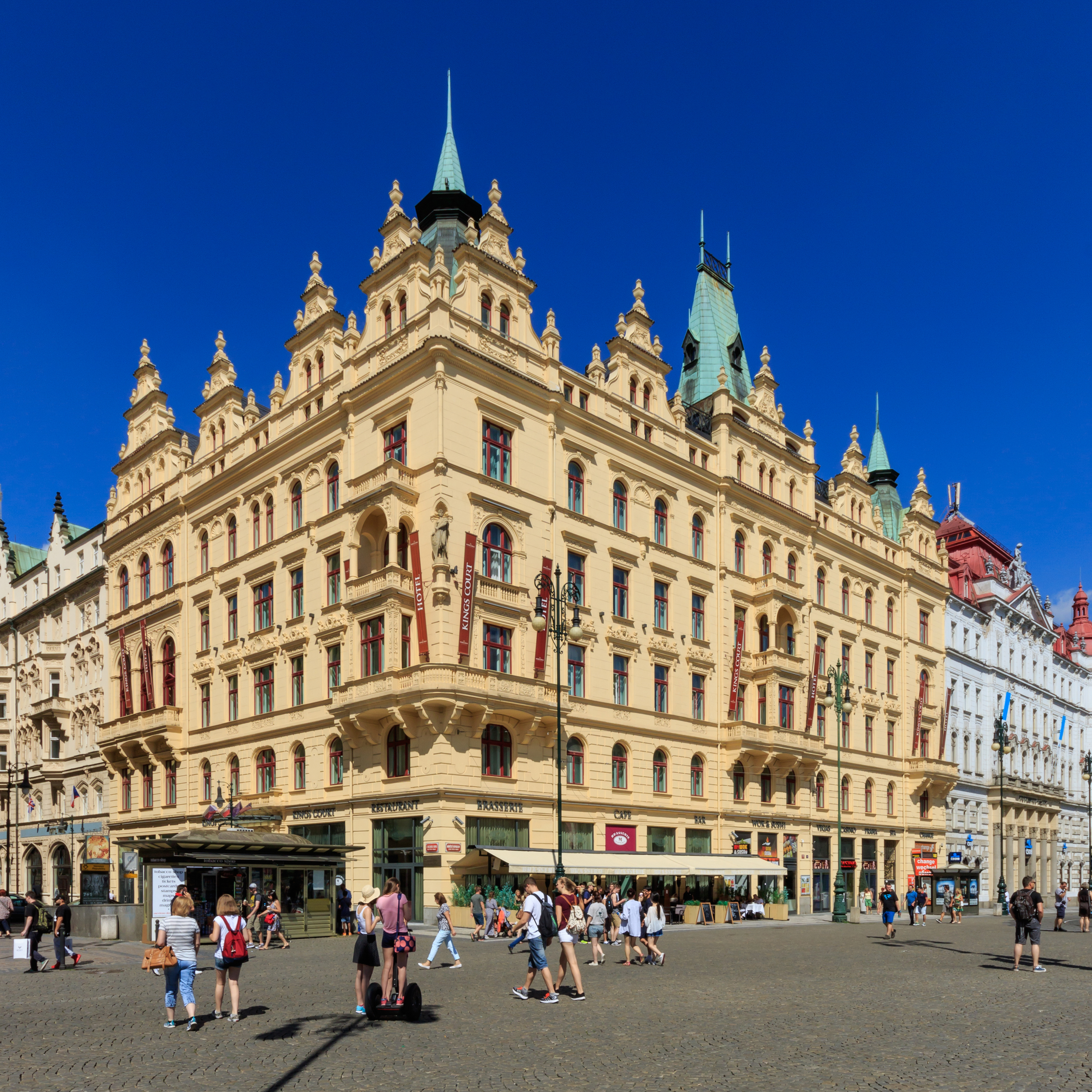
Obchodní a živnostenská komora, dnes hotel
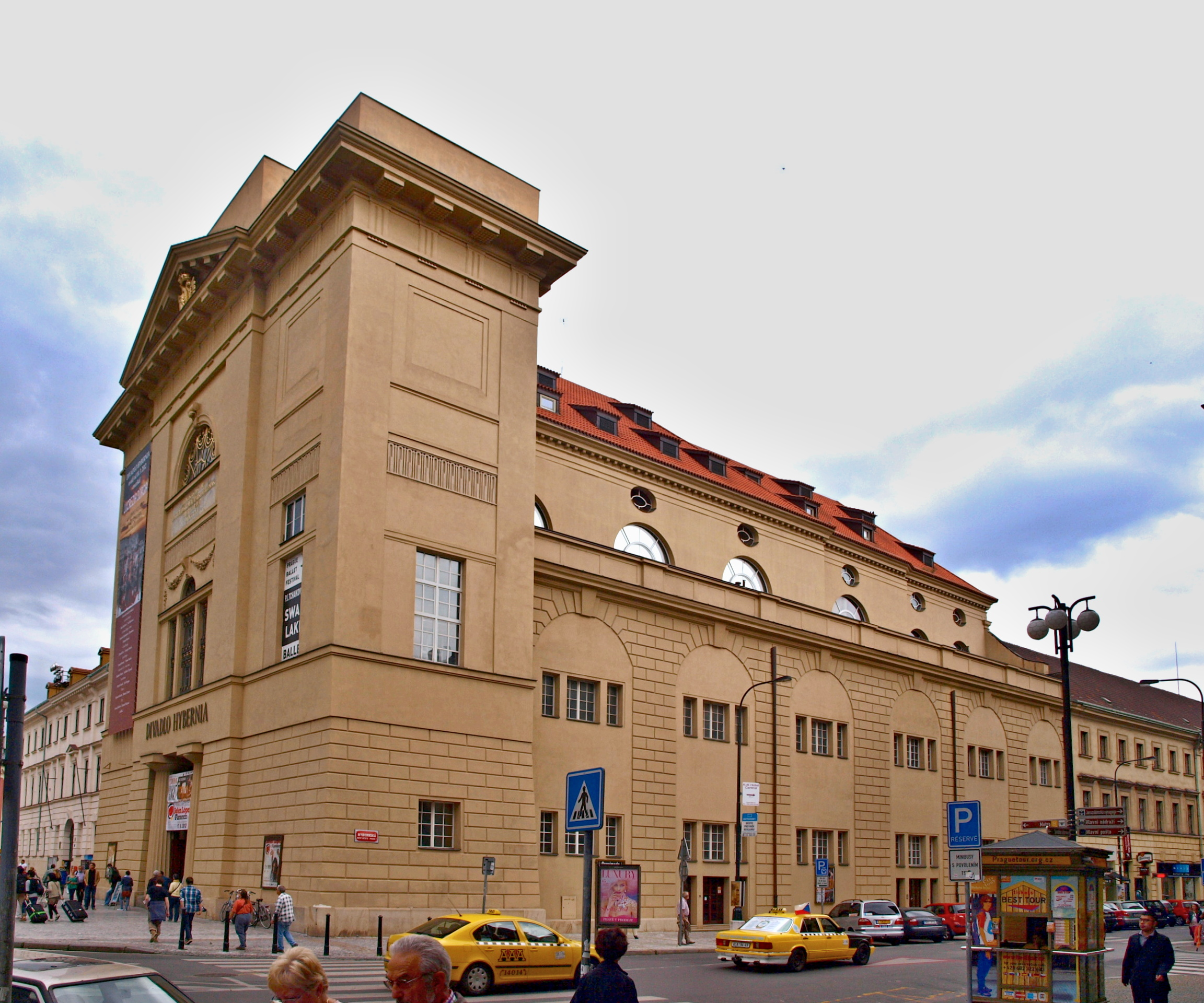
Dům U Hybernů, dříve kostel Neposkvrněného početí Panny Marie při klášteře irských františkánů - hybernů

## Místní ulice
- Na příkopě
- Revoluční
- Truhlářská
- U Obecního domu
- V Celnici
- Na Poříčí
- Králodvorská